# NEXT (телесеріал)
Наступний (англ. NEXT)  — американський телесеріал в жанрі детективного бойовика та наукової фантастики, який транслюється на телеканалі FOX . Прем'єра відбулася 6 жовтня 2020 року.

## Сюжет
Кульмінацією сюжетної лінії є боротьба людини і штучного інтелекту. Деякі аспекти сюжету фільму, що пов'язані з антагоністичним протистоянням штучного інтелекту і людини, являють собою подальший розвиток ідей, започаткованих у серіалі "В полі зору".